# Metaphycus prinslooi
Metaphycus prinslooi är en stekelart som beskrevs av Annecke och Mynhardt 1981. Metaphycus prinslooi ingår i släktet Metaphycus och familjen sköldlussteklar. Inga underarter finns listade i Catalogue of Life.